# Enseignement magistral

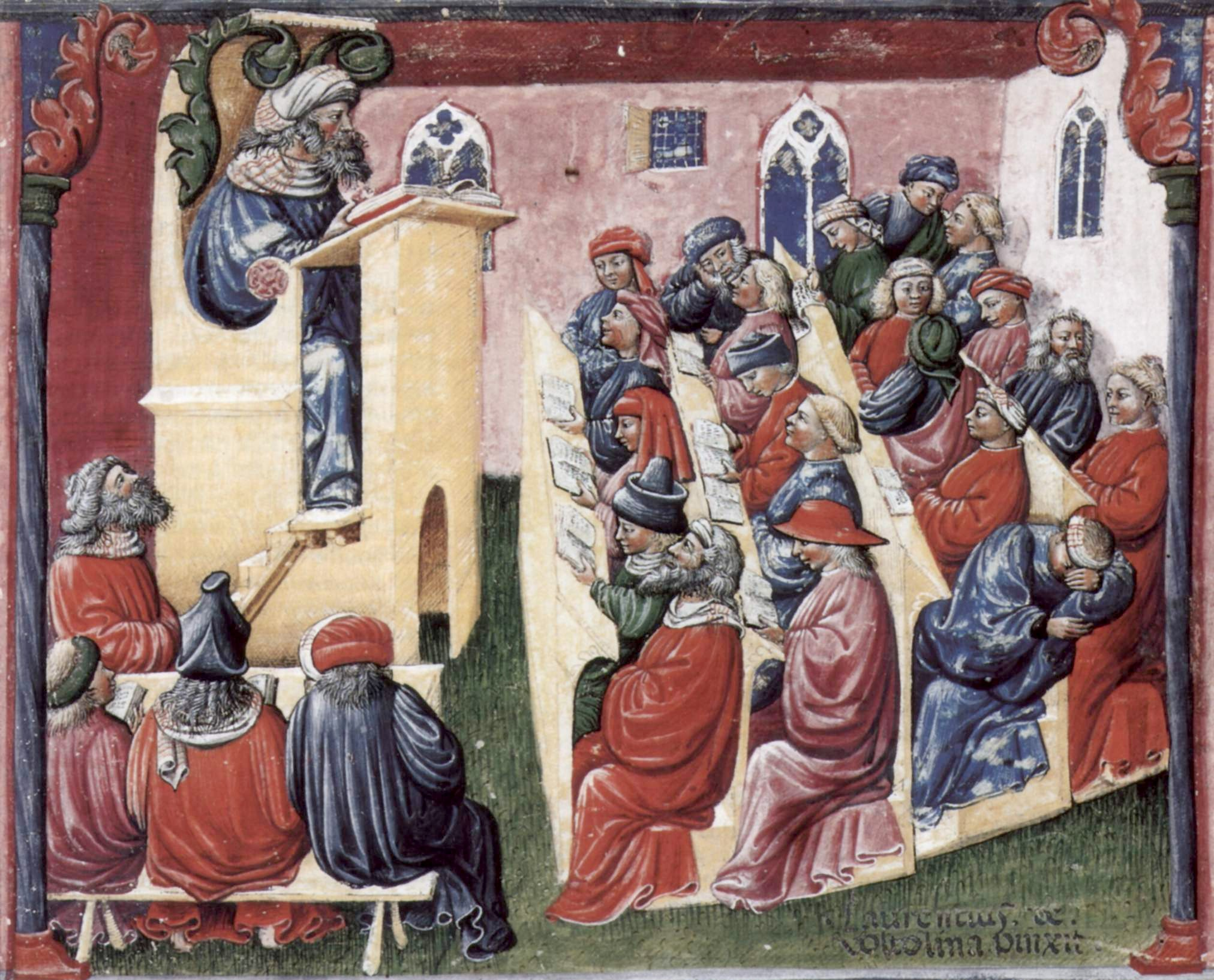
Laurentius de Voltolina

Pour les articles homonymes, voir magistral.
Pour l'épisode de série télévisée "Cours magistral", voir Saison 7 d'Esprits criminels#Épisode 22 : Cours magistral.
L'enseignement magistral est une méthode pédagogique qui consiste à enseigner en exposant les objets d'apprentissage devant un groupe d'apprenants lors d'un cours.

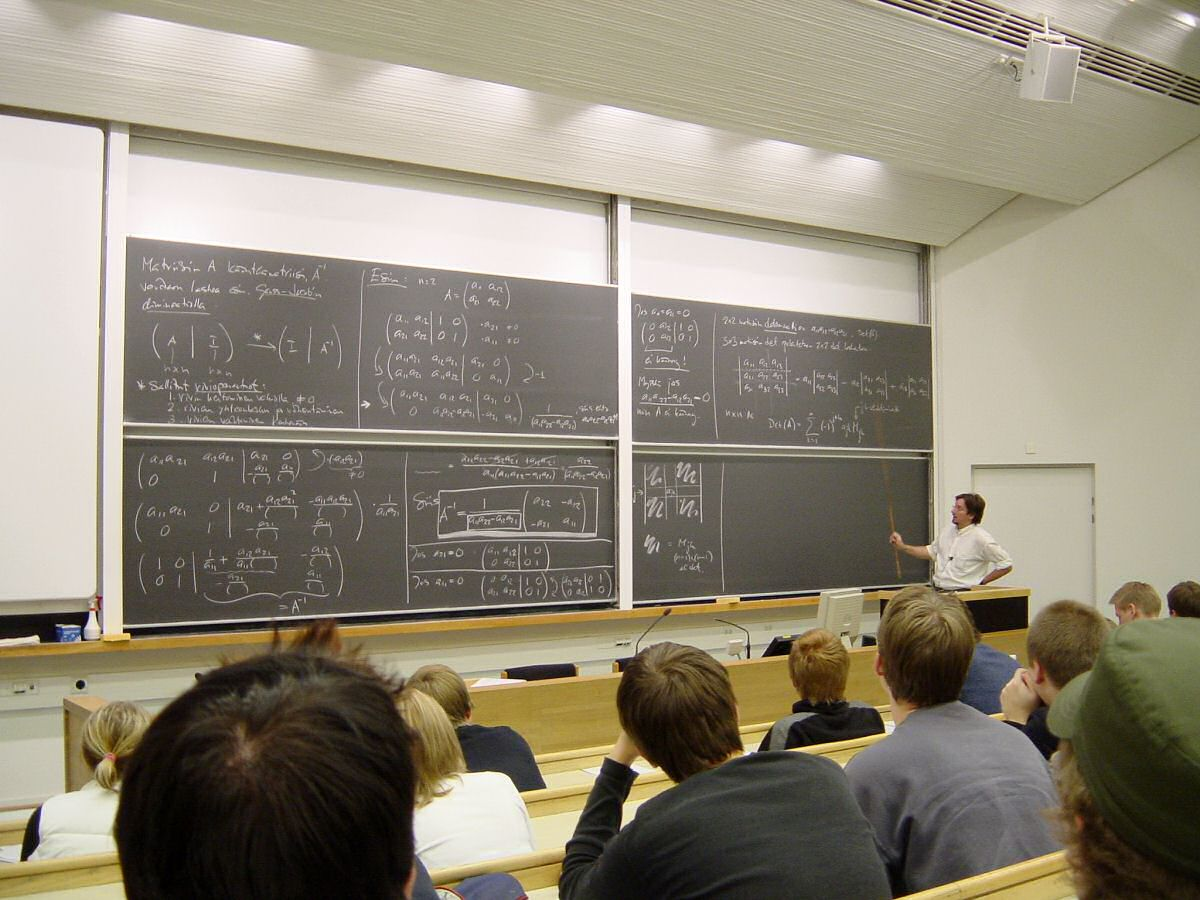
Cours magistral de mathématiques à l'université de technologie d'Helsinki

L'enseignement magistral a pour objectif de transmettre des connaissances de manière organisée. Les enseignements magistraux sont utilisés, à des degrés variables, dès l'école primaire.
Lorsque l'organisation des enseignements (à l'université notamment) prévoit que certains cours se feront principalement selon cette méthode pédagogique, généralement en y associant des effectifs de promotion entière, on parle de cours magistral. Semblable à la conférence, le cours magistral s'en distingue notamment par son étendue dans le temps et la nature de son auditoire. En France, à l'université, les cours magistraux sont souvent couplés avec des travaux dirigés (TD). Dans les Institut d'études politiques, ils sont adossés à des conférences de méthode. 